# Non c'è pace per Titti
Non c'è pace per Titti (Tree Cornered Tweety) è un film del 1956 diretto da Friz Freleng. È un cortometraggio d'animazione della serie Merrie Melodies, uscito negli Stati Uniti il 19 maggio 1956. Il film è una parodia di Dragnet. Dal 1997 viene distribuito col titolo L'albero della salvezza.

## Trama
Nella sua gabbia Titti sta mangiando i suoi semini, ma realizza di essere osservato da Silvestro, che quando bussa alla porta dell'appartamento di Titti la sua proprietaria lo allontana via lanciandogli addosso vari oggetti. Silvestro cerca poi di catturare Titti con i seguenti metodi:
- dal davanzale di una finestra dalla parte opposta della strada inchioda un'asse di legno. Attaccandone altre in sequenza crea una specie di ponte fino alla casa di Titti, ma a causa del peso del gatto il ponte rudimentale crolla, facendo precipitare Silvestro;
- si lancia da una finestra con una fune, ma sbatte addosso a un palo del telefono;
- acquista a una svendita di residuati bellici un "seggiolino pilota catapultabile", ma si schianta attraverso dei cavi elettrici aerei, ritrovandosi diviso in sei parti;
- mentre Titti becchetta coi piccioni davanti alla biblioteca pubblica, Silvestro lo insegue. Il canarino scappa in un negozio di distributori automatici e si nasconde in un distributore di torte. Il gatto introduce una moneta in una fessura del distributore, ma quando apre il rispettivo sportello riceve una torta in faccia;
- dopo una tempesta di neve, Titti deve prendere altre provviste. Lega quindi alle zampe due cucchiai e li usa come ciaspole per muoversi nella neve. Silvestro, con un paio di sci, lo insegue sui pendii innevati, finché si schianta contro un tronco;
- Titti si rifugia su un albero in mezzo a un campo minato. Con un metal detector, Silvestro cerca di schivare le mine, riuscendo a raggiungere illeso l'albero. Il canarino però gli lancia contro un magnete che attira sette mine, che esplodono addosso al gatto. Frustrato, quest'ultimo si allontana, ritrovandosi a camminare su altre mine, che scoppiano;
- in Colorado, Titti si nasconde su una delle travi di un ponte di legno. Cercando di raggiungerlo, Silvestro sega il legno, ma non si accorge di essere in mezzo all'aerea che sta tagliando. Il gatto così precipita nel fiume sottostante, dove un uomo in barca sta pescando. Il pescatore esclama "strano, mi era sembrato di vedere un gatto", dopodiché Silvestro atterra sulla barca, facendola affondare insieme all'uomo.

## Distribuzione

### Edizione italiana
Il corto fu distribuito nei cinema italiani nel 1966 all'interno del programma Miao... Miao... Arriba, Arriba!!!. Fu ridoppiato negli anni '80 per la trasmissione televisiva, con la direzione di Franco Latini e con dialoghi a opera di Maria Pinto spesso diversi da quelli originali. In ambedue le edizioni furono aggiunte delle battute di Silvestro, che in originale non parla, per tradurre le scritte in italiano. Un terzo doppiaggio, con dialoghi più fedeli a quelli originali, venne realizzato nel 1997 dalla Angriservices Edizioni per l'uscita in due VHS.

### Edizioni home video

#### VHS
- Miao... Miao... Arriba, Arriba!!! 1ª parte (1987)[5]
- Le stelle di Space Jam: Silvestro e Titti (marzo 1997)
- Looney Tunes – Classic Collection (1997)
- Titti: Casa dolce casa (maggio 2000)

#### DVD
- Tweety: Casa dolce casa (23 giugno 2010)[6]